# Romilda e Costanza
Représentations notables
- 8 octobre 1817, Teatro San Benedetto de Venise
- 1822, Copenhague
- 8 novembre 1822, Munich

Personnages
- Teobaldo, prince de Provence (ténor)
- Retello, prince de Provence, frère jumeau de Teobaldo (basse)
- Romilda, fille du duc de Bretagne (mezzo-soprano)
- Lotario, comte de Sisteron (ténor)
- Costanza, fille de Lotario (soprano)
- Albertone, châtelain de Sénanges (basse)
- Annina, nièce d’Albertone (soprano)
- Pierotto, frère de lait de Teobaldo (basse)
- Ugo, écuyer de Teobaldo (basse)
- Chevaliers, nobles, écuyers, gardes, pages, hérauts et paysans (chœur)

Airs
Che barbaro tormento : trio Costanza-Romilda-Teobaldo du Ier acte

Se il fato barbaro : air de Romilda au IIe acte
Romilda e Costanza est le quatrième opéra composé par Giacomo Meyerbeer, et son premier opéra composé pour un théâtre italien. Le livret est de Gaetano Rossi. La création eut lieu au Teatro nuovo de Padoue le 19 juillet 1817.

## Sujet
L’opéra est une fantaisie médiévale, sans aucun rapport avec la vérité historique, sur les intrigues entourant la succession au trône du royaume de Provence. Le livret, complètement invraisemblable, mêle éléments comiques et tragiques, conformément au genre de l’opera semiseria, et reprend certaines caractéristiques des « pièces à sauvetage » où l’un des protagonistes (ici, la femme) doit délivrer l’élu de son cœur de la prison où il a été injustement enfermé.

## Argument

### Acte I

#### Scène 1
Une vaste salle du palais des comtes de Provence à Aix-en-Provence.
Tous les habitants du palais s’apprêtent à accueillir Teobaldo, prince de Provence, qui revient victorieux d’une campagne militaire contre le duc de Bretagne. Pierotto, le frère de lait de Teobaldo, se réjouit d’autant plus de ce retour qu’il coïncide avec son propre mariage avec Annina, la nièce d’Albertone, châtelain de Sénanges. Tous sont cependant inquiets de la réaction de Retello, frère jumeau de Teobaldo, qui ne semble pas partager la joie générale que suscite le retour de ce dernier.
De fait, Retello, qui convoite le trône, ne cache pas à son confident, Albertone, la jalousie qui le ronge. Il confie même qu’il réfléchit à un moyen de se débarrasser de  son frère. Craignant que Pierotto n’ait surpris cette conversation compromettante, Retello décide d’éloigner l’importun en lui annonçant qu’il souhaite le nommer châtelain de Sénanges, en lieu et place d’Albertone, appelé à des fonctions plus élevées.
Entre alors Costanza, la fille du comte de Sisteron, Lotario. Promise dès son enfance à Teobaldo qu’elle aime sincèrement, elle craint que cet amour ne soit pas réciproque (air « Giungesti, o caro istante »). De fait, elle apprend par un courrier que Teobaldo est tombé amoureux de la fille du duc de Bretagne, Romilda, et que cette dernière l’accompagnerait à Aix-en-Provence. Son père tente de la calmer en lui indiquant que si Teobaldo refuse d’épouser Costanza, il sera contraint de renoncer au trône du royaume de Provence.
Teobaldo arrive enfin et exprime son chagrin, causé par la mort de son père Arrigo, survenue alors qu’il combattait le duc de Bretagne (air « Oh padre mio !...  »). Le chagrin se transforme rapidement en gêne à la vue de Costanza, qui ne cache pas ses soupçons quant à la fidélité de Teobaldo. La situation devient encore plus embarrassante lorsque survient Romilda, déguisée en page. Les deux femmes s’observent, sentant confusément naître un sentiment de rivalité entre elles (trio « Che barbaro tormento »).
Après le départ de Costanza, Romilda demande des explications à Teobaldo sur la scène qui vient de se dérouler. Le jeune homme jure alors qu’il régnera avec Romilda à ses côtés ou qu’il mourra. Ce serment est surpris par Pierotto, qui, après s’être fait reconnaître de son frère de lait, se voit intimer l’ordre de regagner au plus vite Sénanges avec Romilda, dont il doit assurer la protection. Teobaldo parti, Romilda refuse absolument de suivre Pierotto et décide de rester dans le palais afin de protéger Teobaldo des manigances de son frère jumeau Retello.
De fait, Retello confirme à un Albertone pusillanime qu’il va bientôt s'occuper du sort de Teobaldo.

#### Scène 2
La salle du trône du palais des comtes de Provence.
En présence de toute la cour, des deux jeunes princes Teobaldo et Retello, de Romilda (toujours déguisée et qui se cache parmi les courtisans) et de Costanza, Lotario lit les dernières volontés d’Arrigo. Celui-ci lègue la plus grande partie de son royaume à Teobaldo, à la grande fureur de Retello. En outre, afin de préserver la paix avec les ducs de Bretagne, Teobaldo est délié de son engagement vis-à-vis de Costanza et doit épouser Romilda. Cette fois, c’est Lotario qui ne cache pas sa colère. Retello propose alors d’épouser lui-même Romilda, ce contre quoi s’élève Teobaldo, qui se voit contraint de révéler à tous qu’il s’est marié secrètement avec Romilda en Bretagne. À la suite de cette dernière révélation, les esprits s’échauffent rapidement. Choquée par le comportement de Teobaldo, une majorité de courtisans prend le parti de Retello, qui réclame la couronne de Provence. Un combat s’engage entre Teobaldo et Retello, mais Teobaldo doit céder du terrain face au nombre de ses assaillants, et le combat se poursuit en coulisse.
Seules restent sur scène Romilda et Costanza, qui s’inquiètent toutes deux du sort réservé à Teobaldo (duo « O come palpiti »). De fait, Retello est vainqueur. Soutenu par Lotario, il fait jeter son frère jumeau en prison.

### Acte II

#### Scène 1
Un espace devant le château de Sénanges.
Pierotto, qui ne sait rien des événements qui viennent de se dérouler, attend impatiemment l’heure de son mariage avec Annina. Il rencontre Albertone, qui le laisse dans l’ignorance de l’arrestation de Teobaldo. Arrive le cortège des invités de la noce, mais les réjouissances sont interrompues par des soldats que commande Lotario. Ils escortent jusqu’au château un prisonnier masqué qui n’est autre que le malheureux Teobaldo.
Peu après, Retello et Costanza, qui se rendent également au château de Sénanges, sont accueillis par Lotario. Retello et Lotario incitent Costanza à se venger de l’humiliation publique que lui a infligée le jeune homme. Restée seule, celle-ci exprime son désespoir dans l’air « Ah ! più non tornerà ». Elle est bientôt rejointe par les jeunes mariés Pierotto et Annina, qui lui relatent les circonstances dans lesquelles un mystérieux prisonnier est arrivé quelques instants plus tôt au château. Le fait d’apprendre que le seul nom qu’ait crié le prisonnier soit « Romilda » ravive la fureur et la jalousie de Costanza, qui se précipite dans la maison de Pierotto.
Romilda, toujours déguisée en page, survient alors. Elle informe Pierotto de l’arrestation de Teobaldo. Afin de confirmer ses doutes sur l’identité du mystérieux prisonnier, Pierotto court se renseigner au château. Romilda ne reste pas seule longtemps, puisqu’elle est rejointe par Costanza, qui se laisse abuser à nouveau par le déguisement de Romilda. Après avoir reconnu qu’elle aime toujours Teobaldo, Costanza fait le serment de tout faire pour le sauver. Romilda jure alors à Costanza de lui livrer sa rivale (qui n’est autre qu’elle-même).
Après que les deux femmes ont quitté la scène, Retello, Lotario et Albertone sortent du château. Quoique d'abord très réticent, Albertone se laisse convaincre par Retello et Lotario d’assassiner Teobaldo.
Revoici Romilda et Costanza, bientôt rejointes par Pierotto. Celui-ci leur annonce que Teobaldo est bien enfermé dans le château, mais qu'il ignore l'emplacement exact de sa cellule. Il imagine alors la ruse suivante : il propose à Costanza de chanter une ballade bien connue de Teobaldo sous les tours du château, espérant que le jeune homme y répondra. Costanza s’exécute en vain. Romilda a plus de succès, et les quatre protagonistes (dont Teobaldo, prisonnier dans sa tour) chantent un quatuor (« Ah ! vive ! è desso !  ») où chacun rend grâce à Dieu de ces retrouvailles. Pierotto, qui a miraculeusement la clé de la cellule où est enfermé Teobaldo, délivre alors ce dernier sans éveiller l’attention des gardes.
C’est malheureusement juste à l’instant où Teobaldo retrouve Romilda et Costanza qu’Albertone sort du château. Il donne l'alarme et prévient Retello. Romilda et Costanza décident alors de défendre, les armes à la main, le malheureux évadé. Afin de sauver Romilda, dont la vie est menacée par les gardes, Teobaldo révèle la véritable identité de son soi-disant page. Consternation générale ! Costanza se retourne alors contre Romilda et tente de la tuer. Retello doit ordonner aux gardes de protéger Romilda de la fureur de sa rivale. Teobaldo est à nouveau arrêté et reconduit dans sa cellule.

#### Scène 2
Un endroit isolé et parsemé de ruines dans l’enceinte du château de Sénanges.
Ugo, l’écuyer de Teobaldo, a réussi à rallier des chevaliers et des soldats fidèles au jeune prince, et s’apprête à pénétrer avec eux dans le château afin de le délivrer. Il entend Retello qui tente toujours de convaincre Albertone d’assassiner Teobaldo. Ce funeste projet convainc Ugo de hâter l’attaque du château. Romilda, habitée par de sombres pressentiments (air « Se il fato barbaro »), surprend Ugo et les assaillants, et décide de les conduire elle-même jusqu’au cachot où est enfermé Teobaldo.
Retello et Albertone reviennent alors. Avant qu’Albertone ait pu fournir des détails sur l’assassinat de Teobaldo, Lotario leur apprend que la capitale du royaume de Provence s’est ralliée à Teobaldo, que les paysans se révoltent contre Retello et que le château est attaqué par les partisans de Teobaldo.
De fait, la scène est bientôt envahie par Ugo et ses compagnons d’un côté et par une troupe de paysans menée par Pierotto de l’autre. Costanza surgit également, conjurant son père d’essayer d’obtenir le pardon pour sa trahison, et menaçant Retello de révéler qu’il a commandité l’assassinat de son frère. Romilda arrive à son tour avec Ugo. Acculé, Retello tente de se défendre en accusant Albertone d’avoir assassiné son frère alors qu’il le lui avait expressément défendu, ce qui a pour effet de laisser le malheureux Albertone sans voix. Mais voici que surgit un homme masqué : c’est Teobaldo, qui, épargné par Albertone, est prêt à pardonner à son frère Retello et à Lotario. Devant tant de magnanimité, Costanza pardonne à Teobaldo d’avoir renié ses engagements passés et propose son amitié à Romilda.

## Genèse
En 1815, Meyerbeer quitte Vienne pour l’Italie. Il éprouve alors un véritable choc en assistant à Venise à une représentation du Tancredi de Gioachino Rossini, œuvre dans laquelle il découvre un mélange étonnant de mélodie et d’orchestration. À partir de ce moment, Meyerbeer veut composer des opéras à la manière de Rossini.
L’opéra est destiné initialement au Teatro San Benedetto de Venise. Meyerbeer accepte de ne pas être payé et de rétribuer lui-même le librettiste. Néanmoins, lorsque le directeur du théâtre lui demande de verser une forte somme d’argent pour couvrir les coûts de la production, Meyerbeer annule tout et décide de monter son œuvre au Teatro nuovo de Padoue.
À Padoue, Meyerbeer subvenait aux frais de la production, mais ce fut lui qui dictait les conditions. D'après le contrat avec l'impresario, et contrairement aux coutumes de l'époque, il choisit le librettiste, avec lequel il travaillerait le livret, mais aussi les interprètes. Il exigea de pouvoir superviser les répétitions et de diriger les premières représentations de son opéra. Pour Romilda e Costanza, il désigna Gaetano Rossi, un auteur accompli et prolifique de livrets d’opéras avec lequel il avait déjà travaillé pour la cantate Gli amori di Teolinda, composée en 1816, et qui est par ailleurs l'auteur du livret du Tancredi tant admiré.

## Création et reprises
La création se heurta cependant à toute une série de difficultés. En premier lieu, Meyerbeer, qui sera toujours de santé fragile, était extrêmement anxieux à l’approche de la première, qui dut être repoussée deux fois, en raison de l’état de santé du compositeur.
En outre, la prima donna Benedetta Rosamunda Pisaroni, qui sera par la suite créatrice de trois opéras de Rossini, s'était mis en tête d’épouser Meyerbeer. Ce dernier lui fit comprendre qu’il n’était pas intéressé. La diva se vengea alors en convainquant les autres chanteurs et certains membres de l’orchestre de saboter la première de l’opéra, en jouant le plus mal possible.
J. Commons et D. White rapportent enfin qu’un parfum de scandale entoure les représentations à la suite du comportement de la seconda donna, Caterina Lipparini, qui affiche sa liaison avec un jeune comte italien appartenant à la garde de la maison régnante.
Malgré tout, l’opéra rencontra un certain succès et est repris à Venise (automne 1817), Milan et Florence (1820), Copenhague et Munich, mais fut bientôt eclipsé par les opéras suivants de Meyerbeer, tels que Emma di Resburgo (1819), Margherita d'Anjou (1820) et, surtout, Il crociato in Egitto (1824).
La première reprise moderne eut lieu au festival Rossini in Wildbad le 19 juillet 2019.

## Analyse
D’après P. Kaminski, « la musique porte les signes d’un travail d’apprenti, qui mêle la forme rossinienne au style d’ores et déjà suranné du siècle passé ». Pour R. Letellier, l’opéra baigne dans un « lyrisme romanesque » dont la clé de voute est le mélange de rivalité et de quasi-amitié existant entre les deux protagonistes féminines. Le musicologue note également le positionnement dramaturgique particulièrement judicieux de leurs duos. Enfin, « l’ouverture (…) montre la complète assimilation [par Meyerbeer] du modèle rossinien », et ce dès son premier opéra composé pour une scène italienne. R. Dippel soulève la grande variété des récitatifs, qui vont de morceaux parlés jusqu'à des déclamations soutenues par l'orchestre complet, aussi que des «solos de violon à la Paganini ».

## Interprètes de la création

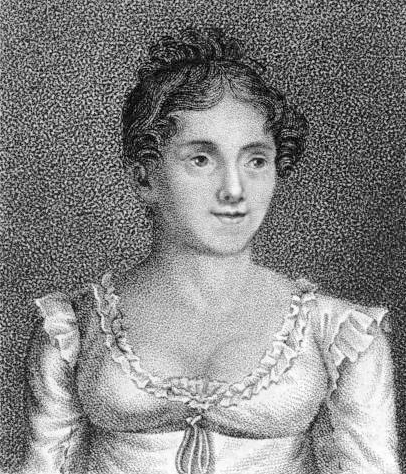
Benedetta Rosamunda Pisaroni, créatrice du rôle de Romilda

| Rôle      | Tessiture     | Distribution de la création, 1817 (Chef d’orchestre: Giacomo Meyerbeer) |
| --------- | ------------- | ----------------------------------------------------------------------- |
| Teobaldo  | ténor         | Luigi Campitelli                                                        |
| Retello   | basse         | Luciano Bianchi                                                         |
| Romilda   | mezzo-soprano | Benedetta Rosamunda Pisaroni                                            |
| Lotario   | ténor         | Agostino Trentanove                                                     |
| Costanza  | soprano       | Caterina Lipparini                                                      |
| Albertone | basse         | Giovanni Lipparini                                                      |
| Annina    | soprano       | Annetta Lipparini                                                       |
| Pierotto  | basse         | Nicola Bassi                                                            |
| Ugo       | basse         | Francesco Desirò                                                        |

## Discographie
Longtemps, il n’exista aucun enregistrement de Romilda e Costanza. On ne pouvait entendre que le trio du premier acte « Che barbaro tormento » dans le CD :
- Meyerbeer in Italy, extraits des six opéras italiens composés par Meyerbeer et interprétés par Yvonne Kenny, Bruce Ford, Diana Montague, Chris Merritt, Della Jones, Alastair Miles, l’orchestre Philharmonia et le Royal Philharmonic Orchestra sous la direction de David Parry – Opera Rara ORR222 (CD)

Le premier enregistrement de l'opéra complet fut effectué en 2019 au festival Rossini in Wildbad et parut en 2020:
- Romilda e Costanza : Patrick Kabongo (Teobaldo), Javier Povedano (Retello), Chiara Brunello (Romilda), César Cortés (Lotario), Luiza Fatyol (Costanza), Emmanuel Franco (Albertone), Claire Gascoin (Annina), Giulio Mastrototaro (Pierotto), Timophey Pavlenko (Ugo), l'orchestre Passionart de Cracovie e le chœur de chambre Górecki sous la direction de Luciano Acocella – Naxos 8.660495-97 (3 CD)[9]